# Adelina Jiménez Jiménez
María Adelina Jiménez Jiménez (Ayerbe, Huesca, 5 de abril de 1945) fue la primera mujer española de etnia gitana que ganó por oposición el título de maestra nacional. El 7 de diciembre de 2007, recibió del Consejo de Ministros la Medalla de Oro al Mérito en el Trabajo.

## Biografía
Nacida en un pajar, fueron sus padres Juan Jiménez Jiménez, natural de Almudévar, y Consuelo Jiménez Jiménez, natural de Plasencia del Monte, quienes en el momento del alumbramiento tenían 30 y 20 años respectivamente. A los dieciséis meses quedó huérfana y fue acogida por su abuela materna, Elodia Jiménez Carbonel que compartía casa con un hijo soltero, Roque Jiménez Jiménez, en un hogar de pocos recursos económicos. Creció en el contexto de la cultura gitana y con tres años ingresó en la escuela pública de Ayerbe, donde cursó los estudios primarios. La escolarización probablemente le permitió, en aquellos años, su integración con los niños 'payos' del pueblo. 
Tomó por modelo a su maestra, Raimunda Cazabón, en su objetivo de dedicarse a la enseñanza. Cursó el bachillerato también en Ayerbe, en el colegio de las "Misioneras Esclavas del Sagrado Corazón de María" y al terminar, gracias a un empresario de la localidad, Carmelo Coiduras, su mecenas, pudo realizar estudios para maestra y consiguió el título en la Escuela de Magisterio de Huesca. Después de estar un curso en prácticas en la escuela Normal de Huesca superó el concurso oposición que con 21 años la convertía en maestra nacional. La primera maestra gitana de España. Su primer destino fue Olsón, donde permaneció tres años, posteriormente trabajó diez años en el colegio “General Solans” de Albalate de Cinca y veinte años en el colegio “Aragón” de Monzón.
Durante 34 años ejerció la enseñanza trabajando por la integración igualitaria de la mujer gitana.